# Андромеда (телесеріал)
«Андромеда» (англ. Andromeda) — канадсько-американський науково-фантастичний телесеріал, заснований на невикористаному матеріалі для «Зоряного шляху» Джина Родденберрі. Створений Робертом Г'юіттом Вулфом і вдовою Родденберрі, Меджі Баррет Родденберрі. Прем'єра серіалу відбулася 2 жовтня 2000 року, тривав він до 13 травня 2005-го.
Серіал оповідає про пригоди екіпажу зорельота «Андромеда» під командуванням капітана Ділана Ханта. Після загибелі міжгалактичної Співдружності її численні народи скотилися у варварство та міжусобиці. Ділан Хант ставить за мету відродити Співдружність, для чого мусить пережити численні подорожі, здійснити відкриття і подолати численних ворогів.

## Сюжет

### Всесвіт «Андромеди»
Дія серіалу відбувається у невизначеному майбутньому і обертається навколо відновлення Співдружності систем, конституційної монархії заснованої у далекій зоряній системі під назвою Тарн-Ведра. Людство було частиною Співдружності, виявленою цивілізаціями екзопланет за кілька тисяч років до початку дії серіалу. Співдружність базувалася в трьох галактиках: Чумацькому Шляху, галактиці Трикутника і галактиці Андромеди. Кораблі подорожують між системами через гіперпростір, безпечний шлях крізь який можуть знаходити тільки живі пілоти, але не комп'ютери. Співдружність вважалася щасною спільнотою, але фактично перебувала у стані війни з магогами, войовничим гуманоїдним видом, представники якого мають вигляд людиноподібних кажанів. Кількома роками раніше, в результаті переговорів про мир, щоб показати доброзичливість, Співдружність поступилося магогам колонізованим світом. Цей світ — ключова планета одного з членів Співдружності, генетично спроектованих ніцшеанців. Ніцшеанці, розгнівані цією угодою з магогами, стали таємно готуватися узурпувати владу над Співдружністю. Це було втіленням їхніх вірувань, оскільки вони розглядали себе расою, описаною як «надлюдина» філософом Фрідріхом Ніцше.
Співдружність захищалося Зоряною Гвардією, армадою кораблів. Головний герой серіалу, Ділан Хант, є капітаном крейсера Співдружності «Сузір'я Андромеди». Комп'ютер судна, потужний штучний інтелект, втіленням якого є робот Роммі, є ключовим персонажем у серіалі.
Перші атаки Ніцшеанського повстання застали Зоряну Гвардію зненацька. Заколотники знайшли систему, якій загрожувала мандрівна чорна діра, і послали сигнал про допомогу Зоряній Гвардії, влаштувавши засідку. Капітан Хант був змушений евакуювати свою команду, але «Андромеда» виявилася на краю горизонту подій чорної діри, через що, поки на борту минули хвилини, у всесвіті навколо минули століття.
303 роки по тому, команда корабля «Еврика Мару» виявила місцезнаходження корабля Ханта і витягнула його з метою заволодіти технологіями, які до того часу стали майже легендарними. Ніцшеанці так і не добилися втілення своїх планів, їхній флот і Зоряна Гвардія знищили одне одного і Співдружність Систем розвалилася, погрузши в міжусобицях. Настала ера, відома як «Довга Ніч». Хант збирає собі нову команду, щоб відновити Співдружність Систем і «розпалити вогонь цивілізації». Згодом він зустрічає наступ магогів і відкриває існування ще могутніших сил, які загрожують миру у всесвіті.

### Перший сезон
Капітан Ділан Хант на кораблі «Андромеда» поспішає на допомогу в битві Співдружності проти ніцшенаців. Корабель опиняється біля чорної діри, капітан евакуює екіпаж, а сам лишається на борту. Через сповільнення часу гравітацією чорної діри за хвилини для нього навколо минає кілька століть. Корабель «Еврика Мару» витягає «Андромеду», Ділан Хант бачить занепад цивілізації та набирає команду для відновлення Співдружності з капітана Ребекки Валентайн, інженера Шеймуса, лікаря Тренс, магога-монаха Бема, ніцшеанського раба Тіра й робота Роммі.
Однак ідею приймають далеко не всі, в пошуках однодумців команда відвідує різні планети, а Хант бачить наслідки власних минулих дій. Наприкінці сезону Хант випадково активовує приховану програму корабля, згідно якої «Андромеда» відлітає до Світу-корабля магогів.

### Другий сезон
«Андромеду» атакують магоги, Ділан вирушає на Світ-корабель, що спрямовується до колишніх планет Співдружності, врятувати викрадених членів екіпажу. Вони зустрічають Духа Безодні — нематеріальну істоту, якій поклоняються магоги. Капітану вдається врятувати друзів, але зіткнення з магогами стає для них шоком. Екіпаж усвідомлює необхідність відновлення Співдружності для протистояння цим ворогам.
Знаходячи прихильні планети, команда переконує їх підписати Хартію Співдружності, але на заваді стають повсюдні злочинці й інтриги. Нарешті вдається об'єднати 50 планет і на борту «Андромеди» відбувається урочиста церемонія, яку перериває напад невідомих істот, котрі служать Безодні — злій силі з кишенькового всесвіту.

### Третій сезон
Сезон найрізнорідніший з усіх, показуючи мало пов'язані між собою події. Хоча Співдружність відновлено, це лише мізерна частка її колишньої величі. Тривають інтриги і боротьба за владу, а тим часом магоги і Безодня, що править ними, насуваються на населені світи.
Тір у фіналі очолює об'єднання ніцшеанських кланів та покидає екіпаж. Один з кланів починає війну проти співдружності.

### Четвертий сезон
Агенти Безодні, Збирачі, проникають в керівництво Співдружності, виставляючи Ділана злочинцем. Тір укладає союз зі Збирачами, але плекає план знищити Духа Безодні. Тір дізнається про Шлях Віків, який поєднує всі три колишні галактики Співдружності та думає скористатися ним, але карта до Шляху опиняється в Ділана. Капітан «Андромеди» подорожує крізь нього і опиняється у вимірі, де долає Тіра. Він не встигає повернутися до закриття Шляху, та несподівано Тренс виявляється аватарою мислячої зорі та повертає його.
Капітан приймає в команду нового ніцшеанця Телемаха. В цей час Світ-корабель магогів наближається до космічної станції Арколог, жителів якої Ділан марно намагається переконатися битися, а не укладати мир із загарбниками. «Андромеда» потерпає від нерівного бою з магогами, а Ділан дізнається від лідера Арколога, що він — парадин, втілення розумної зорі. Тренс прикликає свою зорю та знищує Світ-корабель, а капітан рятується крізь Шлях Віків.

### П'ятий сезон
Ділан опиняється в загадковій системі Сифра, куди в різний час і різними шляхами вже потрапили члени його команди. Шеймус створює з Роммі нового робота Дойл, а Тренс, витративши свої сили, знову стає людиною і втрачає частину пам'яті. «Андромеда» не може полетіти з Сифри через брак енергії.
Команда намагається запустити свій корабель і з'ясувати які таємниці криють в собі планети Сифри. Вони довідуються, що система є загубленою столицею Співдружності Тарн-Ведрою, схованою в штучному всесвіті. Система стає місцем протистояння парадинів і слуги Безодні, релігійного діяча Бурми. Парадини замислюють знищити Безодню разом з усім «незначним» органічним життям галактики, лишивши Сифру як єдине місце, здатне вціліти в катаклізмі. Капітан підозрює, що лідер парадинів Маура насправді служить Безодні.
Ділану Ханту вдається покинути систему і дістатися до Співдружності, де він дізнається, що Світ-корабель не знищено цілком. Команда відвідує Землю, але це виявляється засідкою, Безодня руйнує планету і за нею виявляється флот ніцшеанців. Ділан повертається в Сифру, за «Адромедою» слідують і сили Безодні. Вони знищують Мауру за її викриття. Тренс своєю зорею спалює Безодню, що перетворює Шлях Віків на доступний усім тунель, який поєднує нову Співдружність.

## Виробництво

### Створення
Телесеріал заснований на ідеях для подальшого розвитку «Зоряного шляху», котрі Джин Родденберрі написав у 1976 році. Ім'я головного героя Ділан Хант було використано для героїв двох телефільмів, підготовлених Родденберрі в середині 1970-х — «Генезис 2» і «Планета Земля». Інші ідеї знайшли реалізацію посмертно в серіалі «Земля: Останній конфлікт».
«Андромеда» була знята у Ванкувері, Британська Колумбія, Канада і створена компаніями Tribune Entertainment та Fireworks Entertainment. Він поширювався Global TV (компанія-засновник Fireworks) в Канаді і був синдикований у Сполучених Штатах WGN та іншими каналами. Четвертий сезон серіалу в США був підхоплений Sci-Fi Channel

### Алюзії
У пілотному епізоді Кевін Сорбо описується як «грецький бог». Це явне посилання на його попередню роль у фентезійному телесеріалі «Геркулес: Легендарні подорожі» (1995).
Одного з прибульців у серіалі звуть Тан-Тре-Кулл (англ. Than-Thre-Kull). Кевін Сорбо зіграв Кулла у фентезійному фільмі «Кулл-завойовник» (1997).
На додаток до історичних/міфологічних імен ніцшеанців, Телемах отримав своє ім'я на честь сина Одіссея. Міфічний Телемах став видатним героєм наприкінці «Одіссеї».
Корабель Беки називається «Мару» (англ. Maru). Японське слово «maru» означає «коло» і традиційно додається до назви будь-якого невійськового корабля.
Назва цивілізації магогів відсилає до біблійних народів ґоґ і маґоґ, що за пророцтвом воюватимуть перед кінцем світу.

## Сприйняття
Оцінка на сайті IMDb — 6,6/10.
Вілл Вейд на сайті Common Sense Media писав, що хоча серіал заснований на матеріалі, розробленому Джином Родденберрі, автором «Зоряного шляху», і має багато знайомих рис, йому бракує «іскри», що зробила «Зоряний шлях» видатним. Політика надто заплутана, а деякі головні персонажі слабко розвинені. Відзначалося, що незважаючи на знайому науково-фантастичну структуру, в «Андромеди» дуже складна передісторія. Серіал також вагається, чи хоче він, щоб його сприймали всерйоз, або ж як комедію.
Чарлі Джейн Андерс із Gizmodo відгукнулася, що протягом кількох років серіал творчо кульгав і ледве не був закритий після 4-го сезону. Але 5-й сезон став «убивчим» для серіалу, оскільки персонажі надто змінили свій характер, а дія перенеслася в маленьку зоряну систему замість цілої галактики. «Кінцевий результат дещо спантеличує і засмучує».
Сайт GamesRadar зарахував «Андромеду» до 25-и найгірших науково-фантастичних серіалів. Підкреслювалося, що серіал мав «серйозний жанровий потенціал», але постійно коливався від «епопеї міжгалактичної війни до деяких відверто жахливих „комедійних“ епізодів». А головний герой Ділан Хант у підсумку став таким ідеальним, що просто нудним.